# Шипящие согласные
Шипя́щие согла́сные (англ. hushing sounds, фр. chuintantes, нем. Zischlaute) — согласные, характеризующиеся широкополосным шумом с более регулярной акустической картиной, чем у свистящих согласных, что связывают с более простой формой щели, формирующейся при артикуляции шипящих, в отличие от щели, образуемой при артикуляции свистящих. Название получили по производимому ими характерному акустическому впечатлению. Шипящие и свистящие согласные иногда объединяются под общим термином «сибилянты».
К шипящим относят нёбно-зубные щелевые (фрикативные) согласные и смычно-щелевые (аффрикаты).

## В славянских языках

### В русском языке
В русском литературном языке отмечаются фрикативные шипящие /ʂ/, /ʐ/, /ɕː/, /ʑː/ (или /ш/, /ж/, /ш̅’/, /ж̅’/) и шипящая аффриката /ʨ/ (или /ч’/); мягкая долгая шипящая /ж̅’/, характерная для старомосковского произношения (известна в узком круге слов), постепенно утрачивается и встречается в современном произношении в изолированной позиции всё реже, сменяясь твёрдым /ж̅/ (в корне -дожд- сменяясь сочетанием [жд’]).
Изначально исторически фрикативные шипящие были мягкими (в том числе и современные /ш/, /ж/), а долгие /ш̅’/, /ж̅’/ произносились в прошлом со смычкой между двумя щелевыми элементами ([ж’д’ж’] и [ш’т’ш’], или [ш’ч’]). Они возникли в результате первой палатализации или в результате изменения сочетаний согласных с j: *chj, *sj > š’; *gj, *zj, *dj > ž; *kj, *tj > č’ (также аффриката č’ была сформирована на месте сочетаний *kt, *gt перед гласными переднего ряда). Сочетания [ж’д’ж’] и [ш’т’ш’] восходят к праславянским сочетаниям *stj, *skj, *sk и *zdj, *zgj, *zg.
Краткие шипящие отвердели в большинстве говоров русского языка, в таком виде они были зафиксированы в литературной норме. Отвердение /ш/ относят, в частности, к XIV веку. В ряде говоров сохранились мягкие краткие шипящие, например, в вятских говорах, в которых мягкость этих согласных обусловлена позицией перед гласными переднего ряда: [ш’и]т’ «шить», [ж’и]т’ «жить», но п’и[шý] «пишу», л’и[жý] «лижу». В некоторых говорах употребляются полумягкие шипящие [ж·] и [ш·]. В ряде севернорусских говоров на месте /ш/, /ж/ произносятся передненёбные, но круглощелевые звуки, в части этих говоров шипящие и свистящие не различаются.
Долгие шипящие развивались в тех или иных русских говорах по-разному: в некоторых говорах (чаще всего севернорусских или западнорусских) они сохранились неизменными как [ж’д’ж’] и [ш’т’ш’] (или отвердели, образовав [ждж] и [штш]); в ряде говоров они утратили смычку и развились в долгие мягкие [ш̅’] и [ж̅’] (характерные и для литературного языка), или утратив также и мягкость, развились в долгие твёрдые [ш̅] и [ж̅]; в ряде говоров был утрачен щелевой элемент, в результате чего сформировались в [ж’д’] и [ш’т’], [жд] и [шт] (последняя пара только в позиции перед гласными непереднего ряда). Чаще всего в русских говорах распространены варианты твёрдых долгих шипящих с утратой смычки [ш̅], [ж̅]: е[ш̅]о «ещё»; во[ж̅]ы «вожжи». Менее распространены варианты мягких долгих шипящих с утратой смычки [ш̅’], [ж̅’]: е[ш̅’]о, во[ж̅’]и. Реже встречаются такие варианты, как е[ш’ч’]о, е[шт’]о, е[шч]о, е[шт]о; во[ж’д’ж’]и, во[ж’д’]и, во[ждж]и, во[жд]и.
Варианты произношения щелевых шипящих согласных не образуют определённых ареалов на территории распространения русских говоров. Исключение может составлять ареал говоров центральной диалектной зоны, в которых отмечается распространение долгих мягких шипящих /ш̅’/ и /ж̅’/.
Шипящая аффриката /ч’/ была мягкой в исходной древнерусской фонетической системе. Мягкая /ч’/ представлена в литературном языке и в значительной части русских говоров. Для западнорусских говоров характерно отвердение /ч’/ — [ч]; в севернорусских, среднерусских псковских и гдовских, в части восточных среднерусских акающих и окающих, в части смоленских и некоторых других говорах на месте /ч’/ отмечается произношение аффрикат [ц’’] ([ц’]) или [ц]; в ряде говоров, главным образом в курско-орловских, шипящая аффриката полностью утрачена.

### В западнославянских языках
В польском литературном языке представлены два ряда шипящих: твёрдого передненёбного ряда (палато-альвеолярные согласные) /ʧ/, /dʒ/, /ʃ/, /ʒ/, обозначаемые на письме, соответственно, как cz, dż, sz, ż / rz и мягкого средненёбного шепелявого ряда (альвео-палатальные согласные) /ʨ/, /ʥ/, /ɕ/, /ʑ/, обозначаемые на письме, соответственно, как ci / ć, dzi / dź, si / ś, zi / ź. Согласные первого ряда возникли в результате диспалатализации в XVI веке ранее мягких шипящих, а согласные второго ряда стали формироваться с XII века из палатализованных переднеязычных согласных s’, z’, t’, d’.
Увеличение частотности употребления шипящих /ʃ/, /ʒ/ в польском языке произошло в результате того, что в вибранте r ž (ř), возникшем из древнепольской *r’, шипящий призвук развился в основную артикуляцию, а основной звук — в побочную (rž) с последующей полной редукцией r. Таким образом, *r’ и *ž’ совпали в одной фонеме ž (/ʒ/), полностью данный процесс завершился к XVIII веку. На письме рефлекс *r’ обозначается как rz (в позиции после глухих согласных — /ʃ/): rzeka «река»; krzak «куст».
В большинстве говоров мазовецкого и малопольского диалектов предположительно в XIII—XIV веках произошла замена согласных твёрдого шипящего ряда свистящими согласными, это явление получило название мазурение.
В кашубском языке известны такие шипящие согласные, как /ʧ/, /dʒ/, /ʃ/, /ʒ/. В XII—XIII веках как польский, так и кашубский языковые ареалы характеризовались распространением палатализованных переднеязычных согласных s’, z’, c’ (< *t’), ʒ’ (< *d’). В дальнейшем в польском языке из этого ряда сформировался ряд среднеязычных шипящих, а в кашубском произошло его отвердение: s’ > s, z’ > z, c’ > с, ʒ’ > ʒ: swiat «свет», zëma «зима», scana «стена», rodzëc «родить». Данное явление получило название кашубение.
Для верхнелужицкого языка характерен следующий ряд шипящих: /ʧ/, /dʒ/, /ʃ/, /ʒ/, на письме шипящие обозначаются, соответственно, как č / ć, dź, š, ž. В нижнелужицком кроме этого ряда также отмечаются мягкие шипящие /ʨ/, /ʥ/, /ɕ/, /ʑ/ — орфографически ć, ś, ź.
С XII—XIII по XVI века в фонемном инвентаре лужицких языков отмечались разного рода преобразования, в том числе и касающиеся шипящих согласных. Так, парные мягкие взрывные t’, d’ приобрели шипящий призвук и развились в мягкие аффрикаты ć, ʒ́. Позднее в верхнелужицком языке ć совпала с исконной аффрикатой č. В нижнелужицком ć, ʒ́ в дальнейшем изменились во фрикативные мягкие шипящие ś, ź (за исключением позиции после согласных). В отличие от верхнелужицкого в нижнелужицком произошло отвердение старых шипящих š, ž и совпадение аффрикаты č с отвердевшей свистящей c: в.-луж. čisćić [č’isč’ič’], н.-луж. cysćiś «чистить»; в.-луж. ćišina, н.-луж. śišyna «тишина»; в.-луж. dźeń, н.-луж. źeń «день» и т. д.
Вибрант ř, развившийся (как и в чешском языке) из *r’, в сочетаниях с предшествующими p, t, k переходил во фрикативные шипящие. В верхнелужицком после p, k на месте r’ возникла мягкая š, а после t в результате ассимиляции r’ перешла в č или в ряде позиций — в мягкую c’. В нижнелужицком изменения коснулись не только мягкой r’, но и твёрдой r после p, t, k, они изменились в мягкую ś и твёрдую š, соответственно: в.-луж. přaza [pš’aza] «пряжа», křidło [kš’ido] «крыло», třasć [č’asč’] «трясти», třěleć [c’ěleč’] «стрелять»; н.-луж. pśěza, kśidło, tśěsć, stśělaś (на месте мягкой r’) и pšawda «правда», kšej «кровь», tšawa «трава» (на месте твёрдой r).

### В южнославянских языках
В сербохорватском языке отмечаются следующие шипящие: /ʧ/, /dʒ/, /ʃ/, /ʒ/, /tɕ/, /dʑ/ (орфографически в кириллице — ч, џ, ш, ж, ћ, ђ; в латинице — č, dž, š, ž, ć, đ). В формирующейся черногорской литературной норме имеются кроме того две шипящие фонемы /ɕ/, /ʑ/, в связи с чем в черногорский алфавит введены две буквы ć, з´ (в латинице — ś, ź). Фонема /dʒ/ появилась в сербохорватском с началом турецких завоеваний XIV века и проникновением в речь южных славян многочисленных турецких заимствований.